# Großräschener See
Der Großräschener See (bis 9. September 2011 Ilsesee; niedersorbisch Rański jazor) ist ein künstlicher See im Westen des Lausitzer Seenlandes in der Niederlausitz in Brandenburg. Er befindet sich südlich der Stadt Großräschen und westlich des Senftenberger Ortsteils Sedlitz. Er entstand durch die Flutung des Restlochs des Tagebaus Meuro und ist eines der größeren Gewässer der Region.
Zur touristischen Erschließung wurde in Großräschen ein Hafenbecken mit Mole und Beherbergungsbetrieben sowie eine Seebrücke angelegt.
Die Flutung des Sees begann am 15. März 2007. Die Einweihung des Hafens erfolgte am 11. Mai 2019. Wegen der Dürre in den Jahren von 2018 bis 2022 wurde der Zielwasserstand von 100 m ü. NHN damals aber noch nicht erreicht und der Pegel sank stattdessen sogar noch wieder etwas ab, so dass der See zunächst nur mit Ausnahmegenehmigung befahren werden durfte. Im Frühjahr 2024 hatte der Wasserstand seine Zielmarke erreicht, woraufhin Boote den See zunächst per Sondergenehmigung befahren durften und das Baden an einigen Stellen erlaubt wurde. Mitte 2025 wurde der See dann offiziell für die Schifffahrt und zum Baden freigegeben.
Seit 2014 verbindet der 1197 Meter lange Ilse-Kanal den Großräschener See mit dem Sedlitzer See.

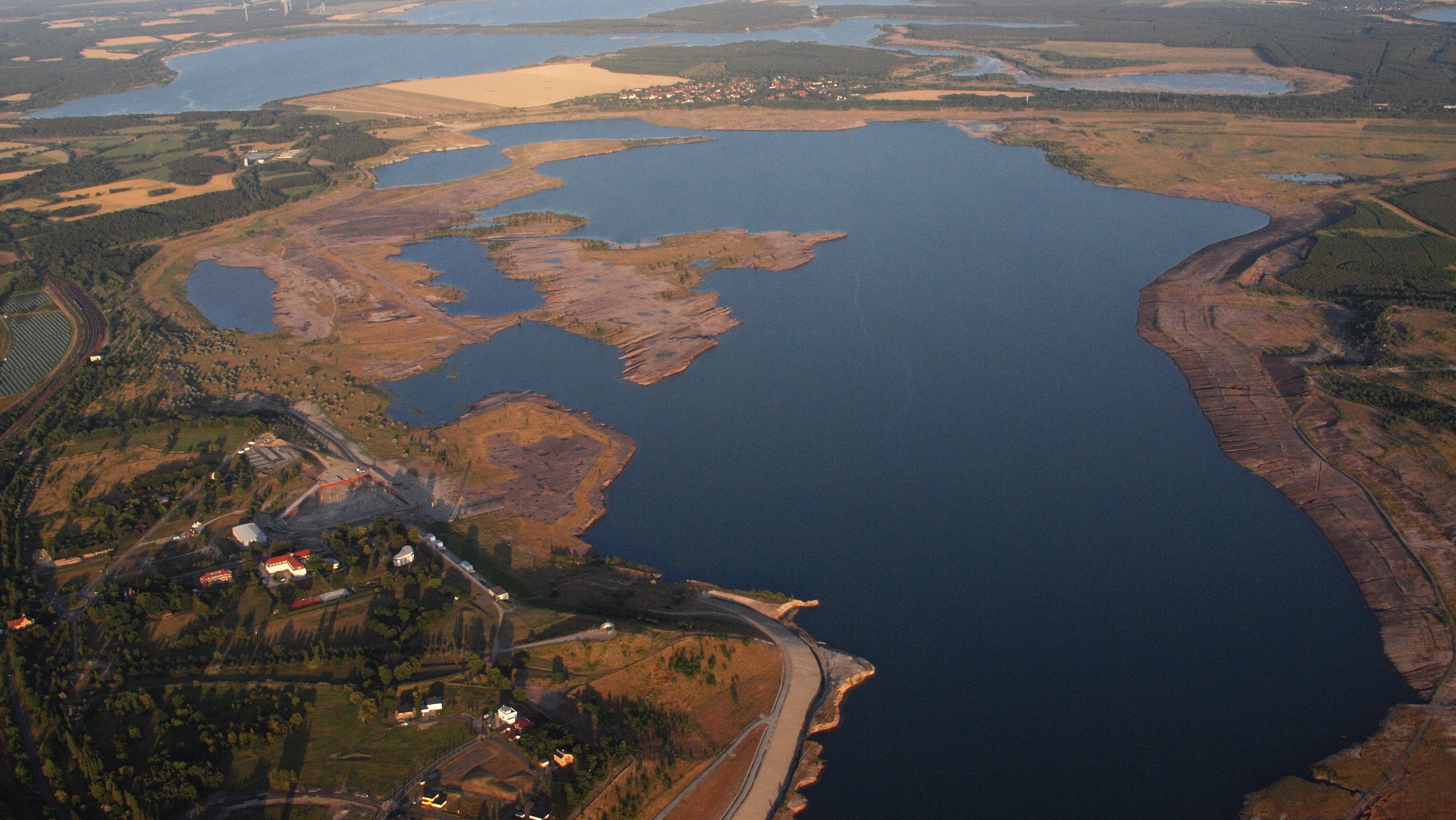
Großräschener See, Luftaufnahme (2015)
Füllstand Großräschener See (Ilsesee) Ende 2008
Die Vorgeschichte des Großräschener Sees: Die Abbaufolge des Tagebaus Meuro/später Großräschener See
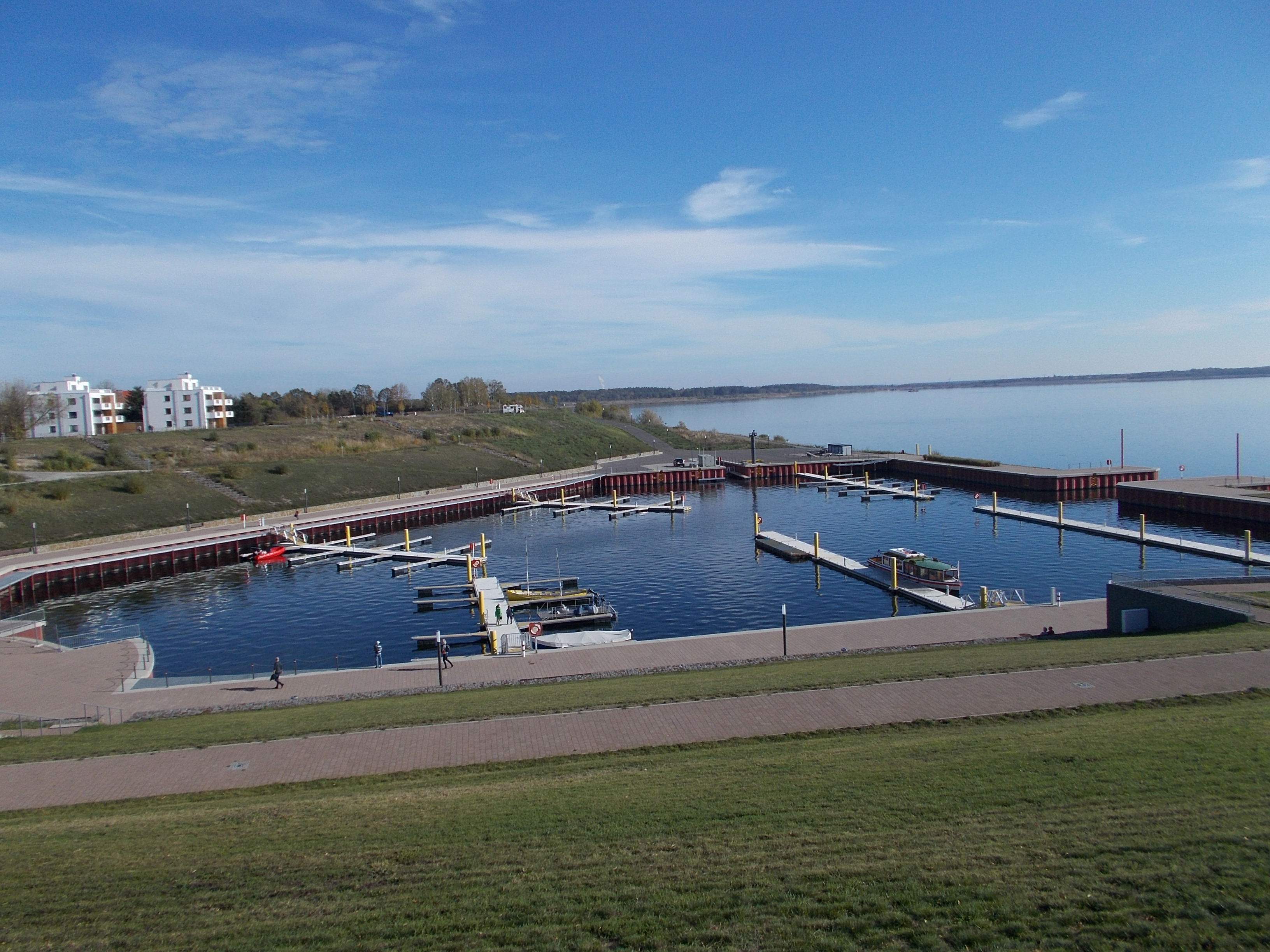
Stadthafen Großräschen